# Ghanská fotbalová reprezentace do 20 let
Ghanská fotbalová reprezentace do 20 let reprezentuje Ghanu na mezinárodních turnajích, jako je Mistrovství světa ve fotbale hráčů do 20 let.

## Mistrovství světa
| Rok    | Účast                                           | Soupisky |
| ------ | ----------------------------------------------- | -------- |
| 1977   | nekvalifikovali se                              |          |
| 1979   | nekvalifikovali se                              |          |
| 1981   | nekvalifikovali se                              |          |
| 1983   | nekvalifikovali se                              |          |
| 1985   | nekvalifikovali se                              |          |
| 1987   | nekvalifikovali se                              |          |
| 1989   | nekvalifikovali se                              |          |
| 1991   | nekvalifikovali se                              |          |
| 1993   | Stříbrná medaile                                |          |
| 1995   | nekvalifikovali se                              |          |
| 1997   | Vyřazení v semifinále Uruguayí                  |          |
| 1999   | Vyřazení ve čtvrtfinále Španělskem              |          |
| 2001   | Stříbrná medaile                                |          |
| 2003   | nekvalifikovali se                              |          |
| 2005   | nekvalifikovali se                              |          |
| 2007   | nekvalifikovali se                              |          |
| 2009   | Zlatá medaile                                   |          |
| 2011   | nekvalifikovali se                              |          |
| 2013   | Bronzová medaile                                |          |
| 2015   | Vyřazení v osmifinále Mali                      |          |
| 2017   |                                                 |          |
| 2019   |                                                 |          |
| 2021   |                                                 |          |
| Celkem | účast – 7× zlato – 1×, stříbro – 2×, bronz – 1× |          |